# Jan Michael Schary
Jan Michael Schary, uváděn též jako Jan Michal Šáry nebo Johann Michael Schary (9. června 1824 Praha – 9. února 1881 Praha) byl český pivovarnický odborník, podnikatel, paleontolog a politik, v 60. letech 19. století poslanec Českého zemského sněmu.

## Biografie
Profesí byl sladovnický a pivovarnický odborník, včelař a paleontolog. Jeho otec byl pražským sládkem. Na pražské německé technice studoval kvasnou chemii u profesora Karla Josefa Napoleona Ballinga. V období let 1845–1846 pracoval po dobu několik měsíců spolu s pozdějším kolegou, sládkem Ferdinandem Fingerhutem na praxi v Mnichově. Procestovali Německo, Anglii, Francii a Belgii. V roce 1846 se ujal pivovarského podniku U Virlů na Karlově náměstí v Praze. Ve své práci využíval moderní poznatky ze zahraničí. Získal cca 30 ocenění z různých výstav. Zasloužil se o založení české sladovnické školy v Praze, kterou pak dlouhodobě podporoval. Byl předsedou spolku pro průmysl pivovarnický v Království českém.
Angažoval se i ve veřejném životě. Od roku 1849 zasedal v pražském obecním zastupitelstvu, kde setrval do roku 1851 a pak se do něj vrátil od roku 1869 do roku 1871. Od roku 1854 byl členem pražské obchodní komory, v níž se zasazoval hlavně o otázky pivovarnického podnikání. Roku 1867 stanul ve správní radě právě zakládané Hospodářské úvěrní banky pro Království české. Po obnovení ústavního života v Rakouském císařství počátkem 60. let 19. století se zapojil i do zemské politiky. V zemských volbách v Čechách v roce 1861 byl zvolen v kurii obchodních a živnostenských komor (volební obvod Praha) do Českého zemského sněmu. Na sněmu se poprvé vyslovil pro zboření pražských hradeb a pro výstavbu nové důstojné budovy pro Muzeum Království českého. Inicioval založení banky Slavia.
Ve volném čase se zabýval paleontologií. Mezi jeho učitele patřil Franz Xaver Maxmilian Zippe a s dalšími příznivci paleontologie prozkoumával pražské okolí, kde odkryl četné zkameněliny. Sestavil pak ucelenou sbírku silurských fosílií, kterou Národní listy v jeho nekrologu označily za nejrozsáhlejší na světě, po sbírce, kterou měl Joachim Barrande. Její hodnota byla vyčíslena na 50 000 zlatých. Jako vlastenec odmítl nabídku ze zahraničí na její odprodej; chtěl ji zachovat v Čechách.
Za své zásluhy byl roku 1874 povýšen do šlechtického stavu a získal Řád Františka Josefa. Byl mu rovněž udělen papežský Řád svatého Silvestra a další zahraniční vyznamenání. Zemřel roku 1881 na otok plic. Byl pohřben na Olšanských hřbitovech.